# Halina Łukomska
Halina Łukomska (ur. 29 kwietnia 1929 w Suchedniowie, zm. 30 sierpnia 2016 w Kątach) – polska śpiewaczka (sopran).

## Życiorys
Studiowała w latach 1951–1954 w Państwowej Wyższej Szkole Operowej w Poznaniu, następnie w Państwowej Wyższej Szkole Muzycznej w Warszawie, w klasie Stanisławy Zawadzkiej i Marii Halfterowej. Naukę kontynuowała w 1958 roku u Giorgio Favaretto w Accademia Musicale Chigiana w Sienie oraz w latach 1959–1960 w Wenecji u Toti Dal Monte. Po ukończeniu nauki rozpoczęła międzynarodową karierę jako wokalistka koncertowa.
Oprócz utworów klasycznych śpiewała utwory takich kompozytorów jak: Luigi Nono, Witold Lutosławski, Pierre Boulez, Bruno Maderna, Kazimierz Serocki, Arnold Schönberg, Alban Berg, Anton Webern i Igor Strawinski. Była jurorką Międzynarodowego Konkursu Wokalnego w ’s-Hertogenbosh (w 1967,1972 i 1978).
W 1954 roku wyszła za mąż za kompozytora Augustyna Blocha. Ostatnie dwa lata życia spędziła w Domu Muzyka Seniora w Kątach, gdzie zmarła. Została pochowana w Suchedniowie.

## Nagrody
- 1956 – pierwsza nagroda na 3. Międzynarodowym Konkursie Wokalnym w ’s-Hertogenbosch[1][9]
- 1965 – nagroda Ministra Kultury i Sztuki[10]
- 1982 – nagroda Przewodniczącego Komitetu ds. Radia i Telewizji[10]